# Carles Badia i Malagrida
Carles Badia i Malagrida (Olot, Garrotxa, 1890 o 1891 - Madrid, febrer de 1937) fou un diplomàtic i polític català, cunyat del catedràtic Pere Bosch i Gimpera.

## Biografia
De jove formà part del grup Aglenya de la Garrotxa, partidari de modernitzar i elevar el nivell cultural d'Olot. Militant de la Lliga Regionalista, fou director general de Comerç i Activitat Aranzelària fins al 1930 i especialista en geopolítica de Sud-amèrica, així com cònsol a Mèxic.
Després de presentar-se infructuosament a les eleccions de 1931, fou elegit diputat per la província de Girona per la Lliga Catalana a les eleccions generals espanyoles de 1933 i 1936, aquestes en el Front Català d'Ordre. Refugiat el 1936 a l'ambaixada de Mèxic a Madrid, hi va morir d'una embòlia a l'entrada de l'any següent.

## Obres
- Ideario de la colonia española (1929)
- El factor geográfico en la política sudamericana (1946)